# Écurcey
Écurcey ist eine französische Gemeinde mit 266 Einwohnern (Stand: 1. Januar 2022) im Département Doubs in der Region Bourgogne-Franche-Comté.

## Geographie
Écurcey liegt auf 571 m, etwa zwölf Kilometer südlich der Stadt Montbéliard (Luftlinie). Das Dorf erstreckt sich im nördlichen Jura, auf der Hochfläche des Tafeljuras nördlich der Lomontkette und östlich des Doubstals.
Die Fläche des 7,43 km² großen Gemeindegebiets umfasst einen Abschnitt des nördlichen französischen Juras. Der Hauptteil des Gebietes wird von der nur leicht gewellten Tafeljurahochfläche bestehend aus Sequan- und Kimmeridgekalken eingenommen, die durchschnittlich auf 570 m liegt. Mit 597 m wird auf dem Haut de Jeanney westlich des Dorfes die höchste Erhebung von Écurcey erreicht. Das Hochplateau ist überwiegend von Acker- und Wiesland bestanden, zeigt aber auch einige Waldflächen. Es gibt hier keine oberirdischen Fließgewässer, weil das Niederschlagswasser im verkarsteten Untergrund versickert.
Das Hochplateau wird von den Furchen verschiedener Erosionstäler untergliedert. Im Norden bilden die bewaldeten Einschnitte der Combe de Vaumurger und der Combe de la Noye die Abgrenzung. Südlich des Dorfes nimmt ein Seitental des Roide seinen Anfang. Nach Südwesten erstreckt sich das Gemeindeareal über die Hochflächen von Les Perches (576 m) und Sur les Rangs bis hinunter in das Tal des Roide, an den Ortsrand von Pont-de-Roide und an den östlichen Talhang des Doubs. Die Steilhänge sind vorwiegend bewaldet und an verschiedenen Orten von Kalkfelsbändern durchzogen.
Nachbargemeinden von Écurcey sind Mandeure und Bondeval im Norden, Roches-lès-Blamont im Osten, Autechaux-Roide im Süden sowie Pont-de-Roide-Vermondans und Bourguignon im Westen.

## Geschichte
Seit dem Mittelalter gehörte Écurcey zur Herrschaft Blamont. Nachdem das Dorf 1506 unter die Oberhoheit der Grafen von Montbéliard gekommen war, wurde die Reformation eingeführt. Als Teil der Herrschaft Blamont, die eine der vier Herrschaften des Fürstentums Württemberg-Mömpelgard (Montbéliard) bildete und 1699 von Frankreich annektiert wurde, gelangte Écurcey 1748 vertraglich endgültig an Frankreich. Heute gehört das Dorf zum Gemeindeverband Pays de Montbéliard Agglomération.

## Sehenswürdigkeiten
Die lutherische Kirche (Église luthérienne) entstand 1863 durch Umbau der 1688 erbauten lutherischen Schule. 1875 kam der Turm nach Plänen des Architekten Jean Frédéric Fallots dazu. 1883 bezog die Schule ein neues Quartier, seither dient der Bau allein als Kirche.
|  |  |

## Bevölkerung
| Einwohner                  | 206 | 205 | 263 | 277 | 289 | 287 | 270 |
| Quellen: Cassini und INSEE |     |     |     |     |     |     |     |

Mit 266 Einwohnern (Stand 1. Januar 2022) gehört Écurcey zu den kleinen Gemeinden des Départements Doubs. Nachdem die Einwohnerzahl in der ersten Hälfte des 20. Jahrhunderts verschiedenen Schwankungen im Bereich zwischen 125 und 210 Personen unterworfen war, wurde seit Beginn der 1970er Jahre ein deutliches Bevölkerungswachstum verzeichnet.

## Wirtschaft und Infrastruktur
Écurcey war bis weit ins 20. Jahrhundert hinein ein vorwiegend durch die Landwirtschaft (Ackerbau, Obstbau und Viehzucht) und die Forstwirtschaft geprägtes Dorf. Daneben gibt es heute einige Betriebe des lokalen Kleingewerbes. Mittlerweile hat sich das Dorf dank seiner attraktiven Lage zu einer Wohngemeinde gewandelt. Viele Erwerbstätige sind deshalb Wegpendler, die in der Agglomeration Montbéliard ihrer Arbeit nachgehen.
Die Ortschaft liegt abseits der größeren Durchgangsstraßen an einer Departementsstraße, die von Mandeure nach Autechaux-Roide führt. Der nächste Anschluss an die Autobahn A36 befindet sich in einer Entfernung von ungefähr elf Kilometern. Eine weitere Straßenverbindung besteht mit Roches-lès-Blamont.